# James E. Day
James E. "Jim" Day (Thornhill, 2 de julho de 1946) é um ginete canadiano, especialista em saltos, medalhista olímpico. 

## Carreira
James E. Day representou seu país nos Jogos Olímpicos de Verão de 1968 a 1976, na qual conquistou a medalha de ouro nos salto por equipes em 1968.